# 蜣螂
蜣螂，也被稱為屎甲蟲、聖甲蟲、糞金龜、屎殼郎、屎蚵蜋（ㄎㄜ ㄌㄤˊ），是鞘翅目金龜子總科下的一个亞系群。大多數蜣螂屬於金龜子科中的蜉金龜亞科（Aphodiinae）和金龜子亞科（Scarabaeinae），但是金龜子總科的掘穴金龜科（Geotrupidae）的部分成員也會被稱作糞金龜。主要以動物的糞便為食，喜歡把動物的糞便滾成球狀。目前有多達5000種以上。

## 形态
体型为略扁的椭圆形，体长5-30毫米。体色大多为略带光泽的黑色，也有褐色的。头扁平，雄性头部有角，是一种完全变态昆虫。

## 各部位
兜帽：有六個排，用來挖掘和切削，剔除或扔掉不要的植物纖維，把最精美的食物聚攏起來。
前腳：有五個堅硬鋸齒，可動武和推翻障礙，在糞團裡開闢道路，把糞便聚攏到腹部下四隻腳間。
据研究，蜣螂是世界上力量最大的昆虫，可以推动相当于自身体重1141倍的物体，相当于一个人推动6辆双层公车。

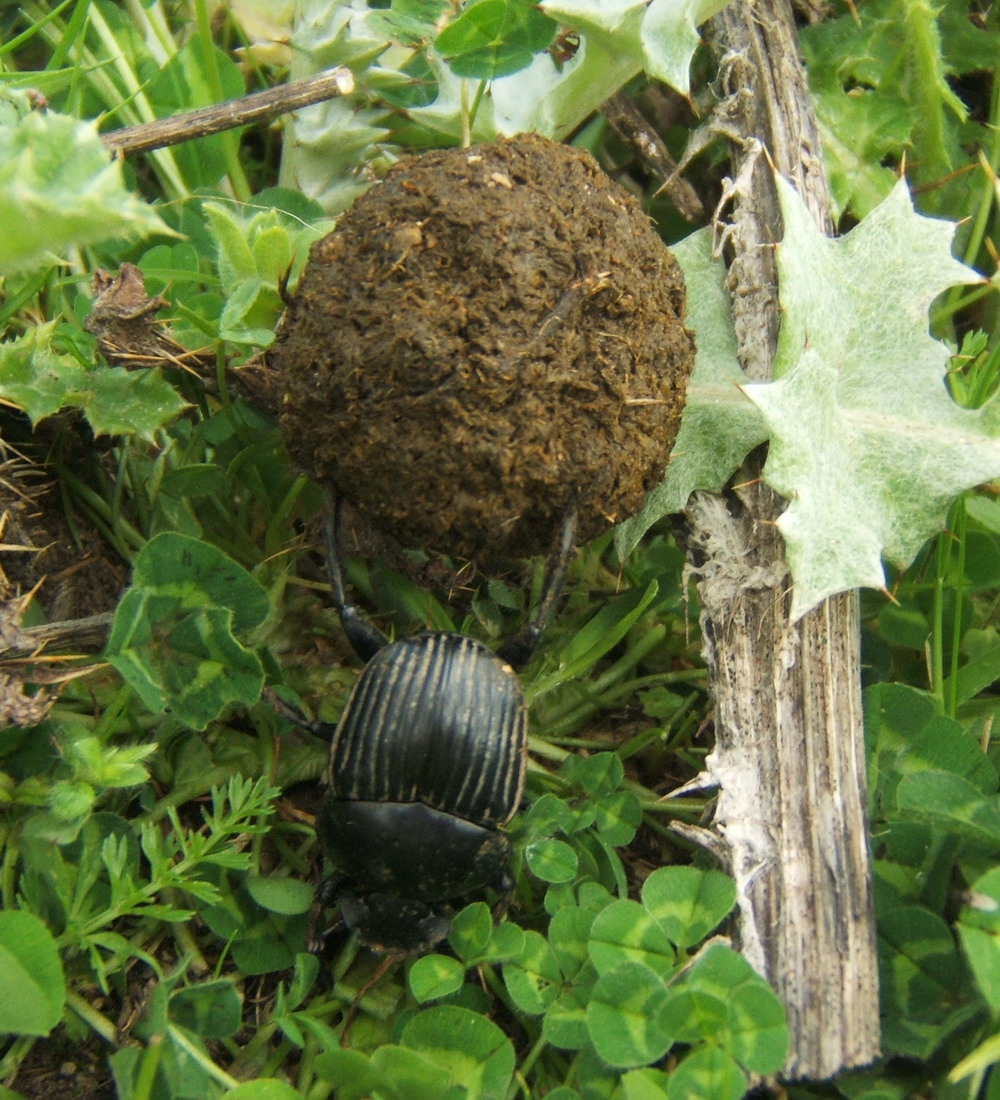
推糞中的蜣螂
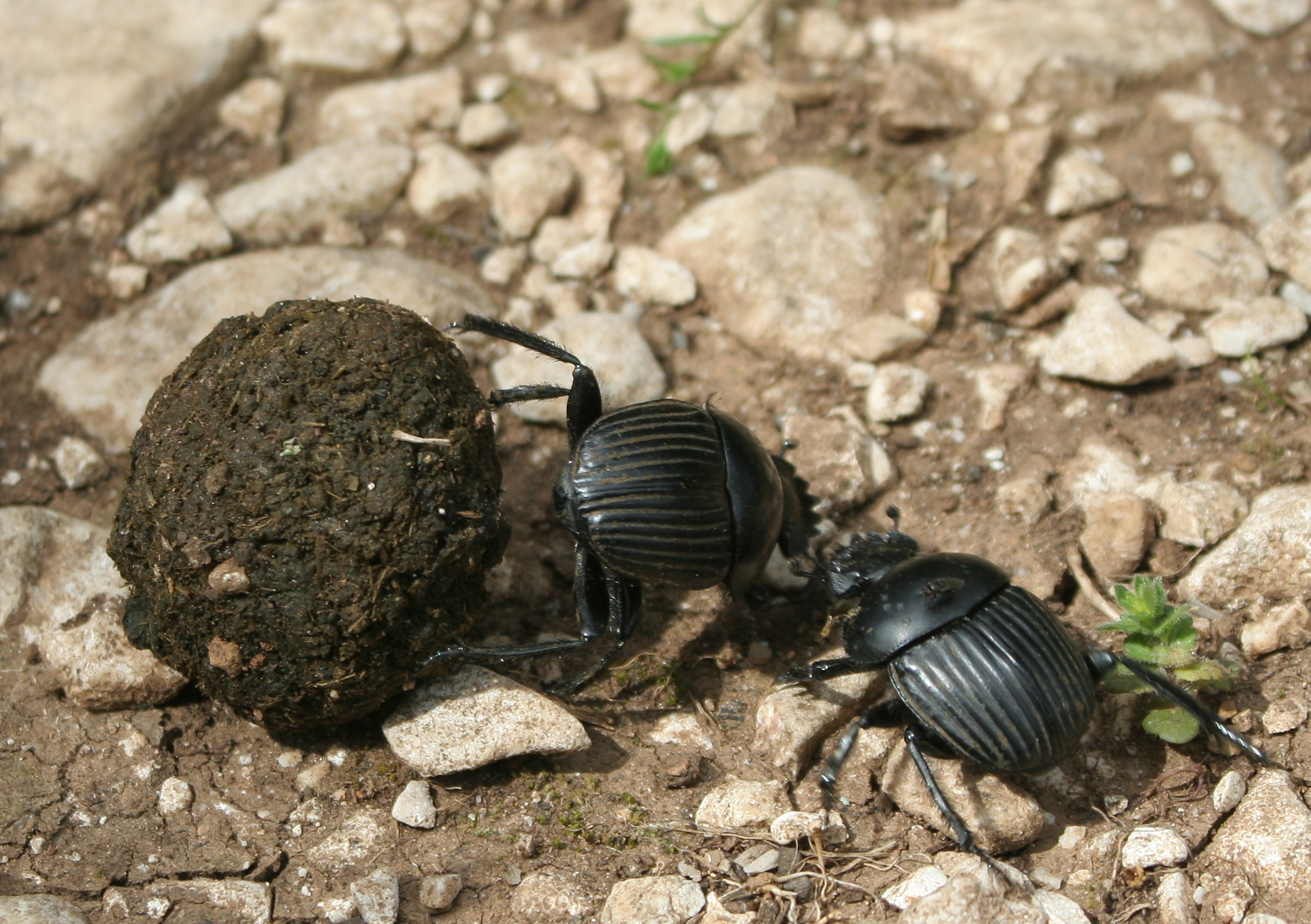
两只争夺粪球的蜣螂
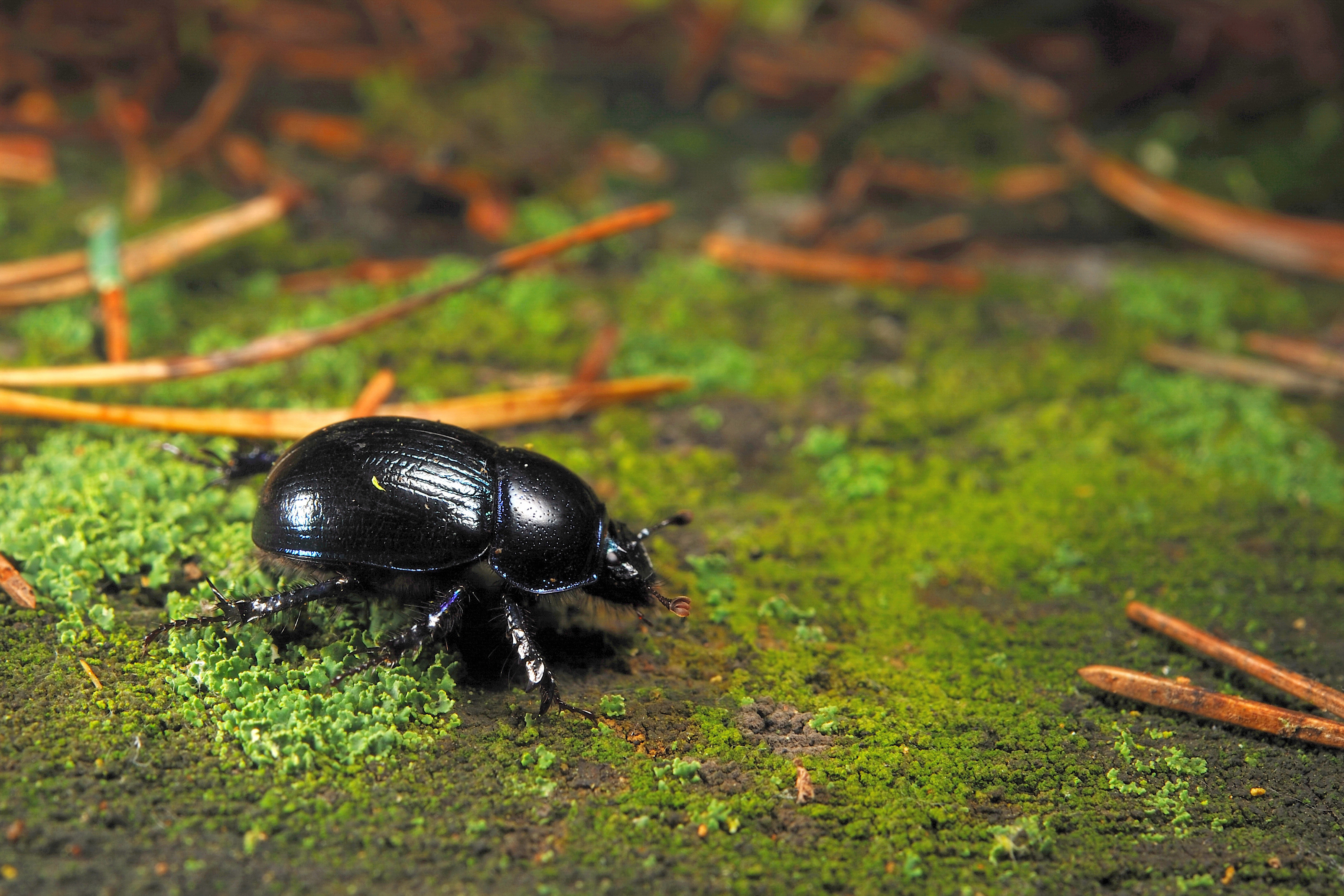
图为森林蜣螂，摄于爱沙尼亚西維魯縣Laekvere教区Vassivere森林。

## 分布
糞金龜的分布范围较广，包括农田、森林、草原。除南极洲以外，世界各大洲都有分布。

## 生活习性

### 食性
食物主要是草食动物和杂食动物的粪便。一只蜣螂一天内可以吃下多于自身体重的粪便。
大多数蜣螂会将粪便滚成球，一些会将粪便埋到地下，也有直接在粪便中栖息的。有些体型较小的品种会附着在哺乳动物的皮毛上，等待哺乳动物排便时收集粪便。
蜣螂主要通过嗅觉寻找粪便。2003年，瑞典隆德大学的Marie Dacke发现，物种。这一发现被刊登在《自然》杂志上。

### 繁殖
粪球也可作为幼虫的食物，繁殖用的粪球一般为梨形，雌性蜣螂将卵产在梨形突出的部位，并埋藏起来。
成虫的活动时间为每年4月到10月。

### 近似種
- 米龍糞金龜：與蜣螂非常接近的食糞甲蟲，但個頭較小。他和蜣螂一樣滾動糞球。米龍糞金龜分佈法國各地，甚至連北方都有；蜣螂則幾乎都在地中海海邊。

## 农业用途
蜣螂可以清理动物的粪便，抑制其他以粪便为食的害虫，以及减少排放的温室气体。
据美国生物科学研究所的报告，蜣螂为美国的养牛业节省了每年3.8亿美元的粪便清理费用。
在澳大利亚，原有的蜣螂品种只喜爱食用小粒的粪便如袋鼠粪，而不喜欢外来的牛、羊的粪便。从1965年到1985年，澳大利亚联邦科学与工业研究组织在George Bornemissza博士领导下，开始了澳大利亚蜣螂计划，成功的从世界各地引进23个品种的蜣螂，其中显著的品种有Onthophagus gazella和Euoniticellus intermedius。结果改善了澳大利亚的牧场的粪便堆积问题，同时减少了约90%有害的丛林飞蝇。
在新西兰，一个引进11种蜣螂的计划正在审批中。

## 药用价值
李时珍《本草纲目》中记载：“蜣螂乃手足陽明、足厥陰之藥，故所主皆三經之病。”可治疗疳、疔疮、癫痫、便秘、痢疾等疾病。粪球被称为“转丸”，也可入药。

## 文化
| xpr |

| xpr |

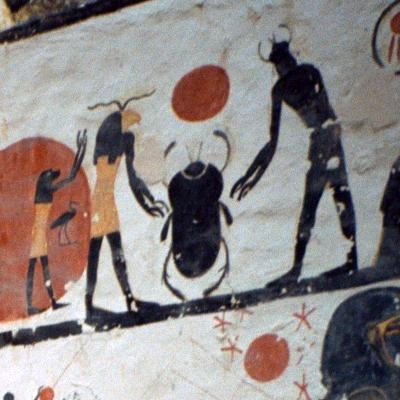
古埃及壁画中的圣甲虫

在古埃及，神聖糞金龜被视为一种神圣的动物，被做成印章、饰品、护身符等，在古王国时期就有发现聖甲蟲的存在。在古埃及神话中，太阳神凱布利每天新造一个太阳，并把它经过天空带到另一个世界。而蜣螂制造和滚动粪球、以及由粪球中孵化出幼虫的行为与此相似，是它被神化的原因。圣甲虫也是埃及象形文字中的一个字，音xpr或ḫpr，意为“使成形”，“成为”或“转化为”。其衍生词xprw或ḫpr(w)可表示“形成”，“转化”，“发生”，“存在的方式”或“形成的东西”。

古埃及人认为蜣螂是一种只有雄性的动物，通过向粪球内注射精液繁殖。这与Khepri无中生有的创造自己相对应。普魯塔克在《道德小品》中说:
|  | 蜣螂没有雌性， 所有的雄性将他们的精液注射在一种圆形小球中，这种小球是它们从相反的方向推动而滚成的，就像太阳自西向东在天上旋转一样。 |

在葬礼时，一般会把圣甲虫形象的护身符放在死者的胸前或是代替死者的心脏，可以保佑前往来世的旅途上的平安。

## 文学
在伊索寓言中，有一则鹰与屎壳郎的故事。
古希腊喜剧作家阿里斯托芬的作品《和平》中的英雄乘坐一只巨大的蜣螂飞上天宫，解救和平女神。
卡夫卡的《变形记》中，格里高尔·薩姆莎被变成了一只巨大的昆虫，在文中一位女佣称他为“老屎壳郎”（alter Mistkäfer）。

## 延伸阅读
[在维基数据编辑]
 《欽定古今圖書集成·博物彙編·禽蟲典·蜣蜋部》，出自陈梦雷《古今圖書集成》